# Purpureicephalus spurius
El perico capelo (Purpureicephalus spurius) es una especie de ave psitaciforme de la familia Psittaculidae endémica del suroeste de Australia. Es el único miembro del género Purpureicephalus. 

## Descripción

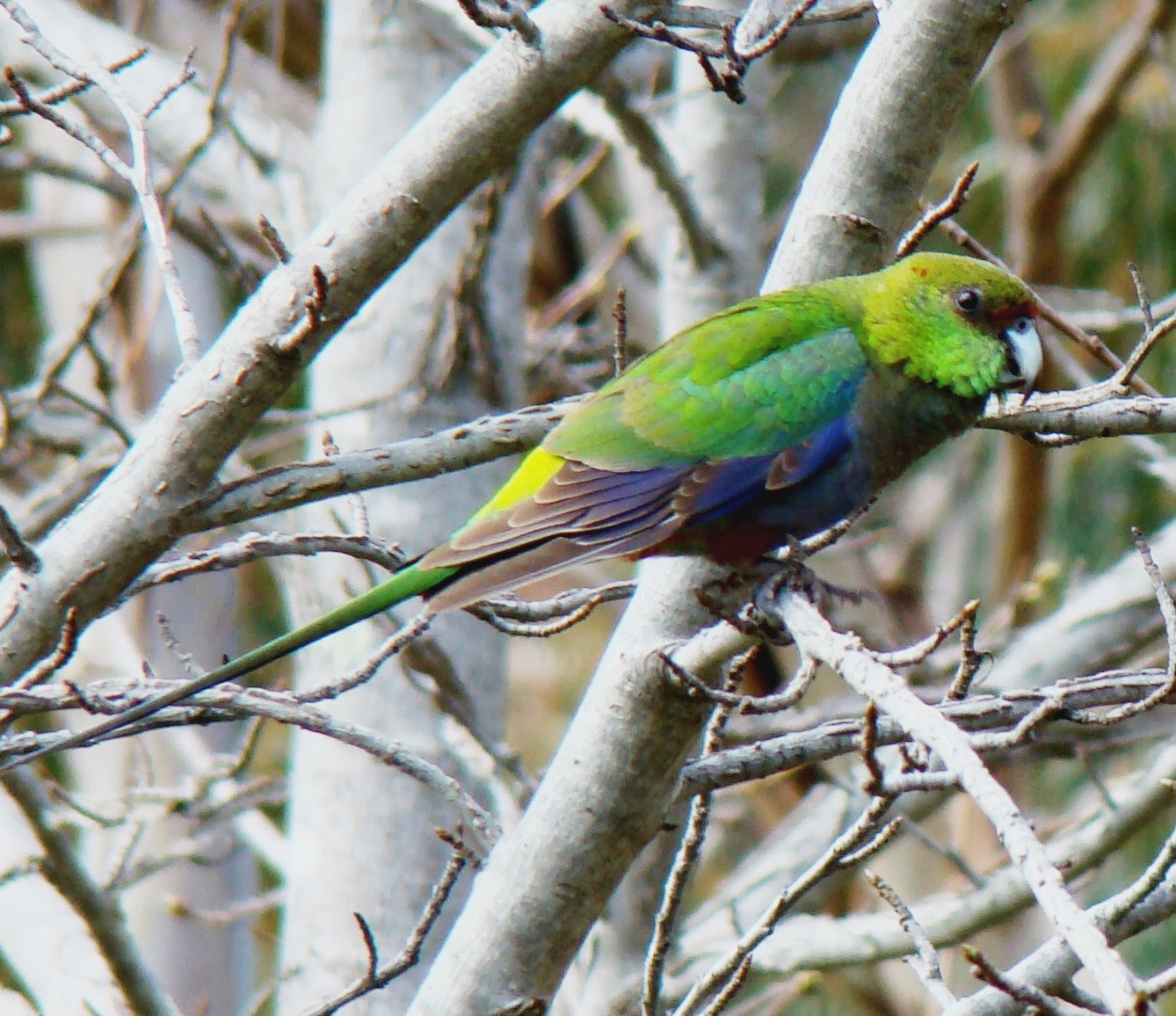
Juvenil en Perth, Australia.

El perico capelo mide entre 34–38 cm de longitud y pesa alrededor de 105–125 g. Los adultos de perico capelo son fáciles de distinguir. El macho tiene el píleo, frente y lorum de color rojo carmesí, las mejillas de color amarillo verdoso y una mandíbula superior larga y muy curvada hacia abajo. Sus partes superiores son de color verde oscuro y su obispillo de color amarillo verdoso. Su cola es verde con la punta azul oscuro. Las partes inferiores son de color azul violáceo, sus francos con verdes, y su bajo vientre rojo. La hembra es similar pero de tonos más apagados, y los juveniles tienen la parte superior de la cabeza verde con bandas frontales rojizas, y partes inferiores castaño rojizas.

## Taxonomía
Fue descrito por el naturalista alemán Heinrich Kuhl en 1820, a partir de ejemplares de una colección de Albany (Australia Occidental), El perico capelo fue situado en su propio género, Purpureicephalus, por Charles Lucien Bonaparte en 1854. Su nombre genérico es la mezcla de la palabra latina purpureus "púrpura", y la griega kephalé "cabeza". Su nombre específico spurius es el adjetivo latino que significa "ilegítimo", en referencia a lo diferentes que son los plumajes de los adultos y los juveniles, tanto que no parecen emparentados.

## Distribución y hábitat
El perico capelo habita únicamente en Australia Occidental, desde el río Moore hasta el extremo suroccidental del estado. Su hábitat natural son los bosques dominados por Corymbia calophylla, pero se ha adaptado a los campos de cultivo y zonas suburbanas de Perth.

## Comportamiento
Su alimento preferido son las semillas del palo de sangre (Corymbia calophylla), aunque también consume de semillas de eucaliptos (Eucalyptus marginata), pera leñosa (Xylomelum), Grevillea, Hakea y Casuarina, además de insectos como los psílidos, e incluso frutas de los huertos como manzanas y peras.
Su época de cría es de agosto a septiembre. Anida en los huecos de los árboles, y su puesta suele constar de 5 huevos blancos.